# Let Me Entertain You (Robbie Williams)
Let Me Entertain You è un singolo del cantante Robbie Williams, pubblicato nel 1998 come quinto estratto dal suo album di debutto Life thru a Lens, primo da solista dopo la separazione dai Take That.

## Descrizione
Il singolo è stato scritto dallo stesso cantante con Guy Chambers ed è stato inserito nella colonna sonora del videogioco Actua Soccer 3.
Williams e Chambers, ispirati dalla visione congiunta del film Rock and Roll Circus dei Rolling Stones, decisero di comporre un pezzo "in stile Who".
«Quando iniziammo a buttare giù il demo era già presente in esso un furioso "ritmo jungle". Era così pesante che mi esaltò molto, e mi eccito ancora adesso se lo ascolto. Non è proprio heavy metal, ma piuttosto una sorta di opera camp rock!»
Il testo della canzone è costituito principalmente da frasi fatte, nonsensi e doppi significati, e racconta la storia di un tizio che cerca di convincere qualcuno a mentire al proprio fidanzato per appartarsi con lui. Sebbene il sesso di questa persona non venga mai menzionato, il testo del brano contiene l'espressione francese mon cher, che significa mio caro solo se riferito a un uomo. In un'intervista del 2010, Williams disse: «Un sacco di pop star gay fingono di essere eterosessuali. Io invece voglio dare vita a un movimento dove pop star eterosessuali fingono di essere gay!».

## Video musicale
Diretto da Vaughan Arnell, il video musicale venne girato il 20 febbraio 1998, il giorno dopo il duetto di Williams con Tom Jones ai Brit Awards. Nel video Robbie è vestito e truccato come uno dei KISS. Nello specifico il trucco facciale di Williams è molto simile a quello di Gene Simmons, "The Demon", mentre l'attillata calzamaglia da lui indossata è praticamente identica a quella di Paul Stanley. Così facendo, il videoclip è stato definito una "appropriazione stilistica" dei KISS e una parodia del glam rock anni settanta in generale, con tutta l'ambiguità sessuale ad esso associata.

## Tracce
UK CD1
1. Let Me Entertain You - 4:22
2. The Full Monty Medley featuring Tom Jones - 5:28
3. I Wouldn't Normally Do This Kind of Thing - 5:07
4. I Am The Res-Erection - 3:48

- Il brano I Wouldn't Normally Do This Kind of Thing è una cover dei Pet Shop Boys.

UK CD2
1. Let Me Entertain You - 4:22
2. Let Me Entertain You [Robbie Loves His Mother Mix] - 7:48
3. Let Me Entertain You [The Bizzarro Mix] - 5:50
4. Let Me Entertain You [Stretch 'N' Vern's Rock 'N' Roll Mix] - 11:10
5. Let Me Entertain You [Amethyst's Dub] - 6:40

## Classifiche
| Classifica (1998) | Posizione massima |
| ----------------- | ----------------- |
| Australia         | 46                |
| Belgio (Fiandre)  | 67                |
| Irlanda           | 13                |
| Nuova Zelanda     | 33                |
| Paesi Bassi       | 42                |
| Regno Unito       | 3                 |